# Пасічник Наталія Ігорівна
Ната́лія І́горівна Па́січник (лат. Natalya Pasichnyk, 13 лютого 1971, Рівне, Україна) — українсько-шведська піаністка, засновник і директор Українського Інституту у Швеції, та донька ректора Національного університету «Острозька академія» Ігора Демидовича Пасічника.
 Ці слова про піаністку Наталю Пасічник сказав один з найбільших диригентів ХХ століття.

## Біографія
Перші професійні кроки Наталії почалися у середній спеціалізованій музичній школі-інтернаті імені Соломії Крушельницької у Львові. Вона продовжувала навчання у Львівській Національній Музичній Академії імені Миколи Лисенка, удосконалювала майстерність гри на фортепіано у Музичній академій Фридерика Шопена у Варшаві, та у шведській Королівській музичній академії в Стокгольмі.
Наталія Пасічник активно концертує по Європі, США та Японії, вона виступала у відомих концертних залах світу, таких як: Концертний зал «Санторі» (Токіо), Зал Бервальда (Стокгольм), Стокгольмський концертний зал, Концертний центр «de Singel»нп (Антверпен), Зал «Авдиторія» у Барселоні (Барселона), Музичний зал Гамбурга, Варшавська філармонія та у великих концертних залах Польщі, Театр Колумба (Буенос-Айрес).
Брала участь у фестивалях: фестиваль Бетховена і фестиваль Моцарта, La Folle Journée de Varsovie, Gdansk Piano Autumn (Польща), Schubertiada (Іспанія), Палаци Санкт-Петербурга (Росія). Наталія співпрацювала з Симфонічним оркестром Шведського радіо, Mozarteum (Німеччина), Orchestre d'Auvergne (Франція), філармонічними оркестрами Кракова, Вроцлава, Гданська і Познані (Польща), Norrlandsoperan (Швеція), виступала під керівництвом таких диригентів: Крістофер Хогвуд, Євген Свєтланов, Ар'є ван Бек, Яцек Каспшик, Марек Мос, Б. Томмі Андерссон, Роберт Стеглі.
Наталія лауреат П'ятого Північного конкурсу піаністів у Нюборзі (Данія, 1998), і Світового Конкурсу Фортепіано в Цинциннаті (США, 1999), Міжнародного Конкурсу Умберто Мікелі (Мілан, 2001).
Наталія Пасічник є також засновником і директором Українського Інституту у Швеції, який розпочав свою діяльність у Стокгольмі (Швеція), у серпні 2014 року[1].
Наталія Пасічник здійснила багато записів для телебачення та радіо (Шведське ТБ1,TV4 Радіо P2, ВВС Radio 3, Бельгійське та Іспанське Радіо, Польське Радіо та ТБ), а також записала компакт-диски для таких відомих фірм звукозапису як NAXOS, OPUS 111, Pro Musica Camerata, Musicon. Наталія є палким дипломатом промоції української музики в світі. Її диск «Consolation» (2016), здійснений для однієї з найбільш престижних фірм Європи BIS Record з українською музикою, дістав виключно найвищі оцінки в рецензіях найбільших професійних журналів світу та став подією року в німецькому журналі Mittelbayerische.
Наталія займається також педагогічною діяльністю. Вона викладала в Королівській Академії Музики та Біркаґорден Вища Школа у Стокгольмі. Її учні є лауреатами міжнародних конкурсів.
Наталія є засновником і артистичним директором музичного фестивалю у Швеції, «Переосмислюючи Європу». У 2017 році Наталія була нагороджена престижною премією культури міста Стокгольм за її внесок у культурне життя міста.

## Дискографія
- Rethinking the Well-Tempered Clavier (Navona records, 2024)[2][3][4]
- The Spirit of Freedom (FAF/European parliament)
- Consolation — forgotten treasures to the Ukrainian soul (BIS records, 2016)[5][6][7][8]
- Mozart, W.A.: Concert Arias — Bella mia fiamma… (CD Accord, 2012)
- Chopin — complete songs (NAXOS, 2010)[9]
- Wolfgang Amadeus Mozart — Complete songs (Pro Musica Camerata, 2006)
- The Fourth Dimension (Musicon, 2005) — Bach and Messiaen
- Felix Mendelssohn-Bartholdy | Antonin Dvorak (Pro Musica Camerata, 2003)
- Dumky — Popular Ukrainian songs for voice and piano (OPUS111, 2001)[10]
- Musik i Giresta kyrka (True Track production, 2000)

## Призи та нагороди
- 1998 П'ятий нордичний конкурс фортепіано («5:e Nordiske Pianistkonkurrence») (Нюборг, Данія)
- 1998 Стипендія Фрейнда Шведської Королівської Музичної Академії (Royal Swedish Academy of Music Freund stipend)
- 1999 Міжнародна стипендія Шведської Королівської Музичної Академії (Royal Swedish Academy of Music stipend).
- 1999 Світовий Конкурс Фортепіано («The World Piano Competition») (Цинциннаті, США)[11]
- 1999 «Молода та обіцяюча» — програма організована Товариством Камерної Музики
- 2000 Нагорода Anders Wall Foundation
- 2014 Обрана номером 3 в списку культурних особистостей Швеції журналом OPUS[12]
- 2017 Культурний приз міста Стокгольм[13]
- 2022 Обрана в списку культурних особистостей Швеції журналом OPUS[14]
- 2022 Культурна стипендія Шведської церкви[15]
- 2024 Золота медаль Global Music Awards в категорії “Класична музика”[16][17]